# John Henry Poynting
John Henry Poynting (FRS) (Manchester, 9 de setembro de 1852 — Birmingham, 30 de março de 1914) foi um físico inglês. 
Fez os seus estudos no Owens College, em  Manchester, para de seguida ir estudar física na Universidade de Cambridge, onde foi aluno de James Clerk Maxwell. Em 1880 passou a ser  professor de física naquela que é hoje a Universidade de Birmingham, posto que ocupou até a sua morte, a 30 de março de 1914.

## Obras
- 1884 A Comparison of the Fluctuations in the Price of Wheat and in the Cotton and Silk Imports into Great Britain, Journal of the Royal Statistical Society; 47, 1884, pp. 34–64
- 1911 A Text-book of Physics: volume III: Heat London, C. Griffin
- 1913 The earth; its shape, size, weight and spin Cambridge University Press
- 1914 A Text-book of Physics: Electricity and Magnetism. Pts. I and II: Static electricity and magnetism London, C. Griffin
- 1920 Collected Scientific Papers Cambridge University Press